# Gnomonia cingulata
Gnomonia cingulata är en svampart som beskrevs av Beck 1926. Gnomonia cingulata ingår i släktet Gnomonia och familjen Gnomoniaceae.   Inga underarter finns listade i Catalogue of Life.